# Nordodiaptomus alaskaensis
Nordodiaptomus alaskaensis är en kräftdjursart som beskrevs av M. S. Wilson 1951. Nordodiaptomus alaskaensis ingår i släktet Nordodiaptomus och familjen Diaptomidae. Inga underarter finns listade i Catalogue of Life.